# 손기정로
손기정로(孫基禎路, Songijeong-ro)는 서울특별시 마포구 아현동 98-4에서 중구 만리동2가 33-1에 이르는 660m의 도로이다. 도로 이름은 일제강점기의 육상 선수이자 1936년 베를린 하계 올림픽 마라톤 금메달리스트인 손기정에서 따왔다.

## 연혁
- 2010년 5월 20일 : 도로명 주소 고시
- 2018년 3월 29일 : 만리제1구역 주택재개발사업으로 인해 도로구간을 변경. 이에 따라 총 연장이 0.7km에서 0.66km로 감소[1]

## 주요 경유지
서울특별시
- 중구 (만리동2가)
- 마포구 (아현동)

## 노선
| 교차로      | 접속 노선 | 소재지 | 소재지 | 비고             |
| ----------- | --------- | ------ | ------ | ---------------- |
|             | 신촌로    | 마포구 | 공덕동 | 교차로 이름 없음 |
| 손기정로1길 |           | 마포구 | 공덕동 | 교차로 이름 없음 |
| 환일길      |           | 마포구 | 공덕동 | 교차로 이름 없음 |
|             | 만리재로  | 중구   | 중림동 | 교차로 이름 없음 |

## 부속도로
- ●: 전 구간 해당
- ▲: 일부 구간 해당
- ✖: 해당 없음

| 도로명        | 기점          | 종점          | 총연장 (m) | 차량 통행 가능 | 일방통행 | 소재지 | 소재지 |
| ------------- | ------------- | ------------- | ---------- | -------------- | -------- | ------ | ------ |
| 손기정로1길   | 아현동 699    | 중림동 400-15 | 278        | ●              | ✖        | 중구   | 중림동 |
| 손기정로1길   | 아현동 699    | 중림동 400-15 | 278        | ●              | ✖        | 마포구 | 공덕동 |
| 손기정로3길   | 아현동 699-6  | 아현동 696-4  | 255        | ●              | ✖        | 마포구 | 공덕동 |
| 손기정로4길   | 아현동 708    | 아현동 723-5  | 267        | ▲              | ✖        | 마포구 | 공덕동 |
| 손기정로4안길 | 아현동 714-7  | 아현동 717-3  | 176        | ▲              | ✖        | 마포구 | 공덕동 |
| 손기정로5길   | 아현동 700-6  | 아현동 701-7  | 185        | ▲              | ✖        | 마포구 | 공덕동 |
| 손기정로6길   | 아현동 708-4  | 아현동 716-13 | 72         | ✖              | ✖        | 마포구 | 공덕동 |
| 손기정로7길   | 아현동 703-17 | 아현동 701-11 | 119        | ▲              | ✖        | 마포구 | 공덕동 |
| 손기정로10길  | 아현동 707-4  | 아현동 717-2  | 87         | ✖              | ✖        | 마포구 | 공덕동 |
| 손기정로12길  | 만리동2가 45  | 아현동 723-9  | 187        | ●              | ✖        | 마포구 | 공덕동 |
| 손기정로12길  | 만리동2가 45  | 아현동 723-9  | 187        | ●              | ✖        | 중구   | 중림동 |